# Falquet de Romans
Falquet de Romans (fl....1215-1233 ...) fou un trobador occità. Se'n conserven quinze composicions.

## Vida
Falquet apareix en documents d'arxiu de 1233 referents a Provença. Es conserva també una vida que indica que era originari del Vienès, de la ciutat de Romans, que era bon joglar i que havia estat ben acollit per la "bona gent" i que havia et sirventesos joglarescs elogiant els dignes i criticant els malvats.
Pel que fa a les dates, es poden fixar a partir de la poesia que li envià el trouvère Hugues de Berzé que ja era mort el 1220 i els esmentats documents d'arxiu. En la poesia d'Hugues de Berzé el convida a participar en una croada a ultramar i deixa entreveure que els dos ja no són joves i han d'aprofitar per esmenar la vida poc ordenada que han dut fins llavors.
Segons es desprèn d'algunes de les seves composicions, passà alguns anys al nord d'Itàlia (de 1220 a 1225). Els editors situen l'intercanvi de cobles amb Blacatz el 1226, de retorn en terra occitana. Però la cançó de croada és escrita el 1228 a Itàlia altre cop.

## Obra
Es conserven quinze composicions de Falquet de Romans. De temàtica i forma variades. També es conserva un salut d'amor d'aproximadament 250 versos (Domna, eu pren comjat de vos).
En algunes peces fa al·lusió a personatges diversos de la literatura de l'època: ja sigui Tristany i Isolda, el roman de Renart o cançons de gesta com el Raoul de Cambrai.
La poesia més famosa és l'alba religiosa, l'autoria de la qual s'ha disputat amb Folquet de Marsella; cada estrofa d'aquesta peça acaba amb un refranh: La nuech vai e'l jorns ve / ab clar cel e sere / e l'alba no·s rete / ans ven belh'e complia ("La nit se'n va i ve el dia, amb el cel clar i serè, i l'alba no triga sinó que ve bella i complida"). En les albes religioses la nit representa el pecat i l'alba o el dia és desitjada com a símbol de la gràcia de Déu.

### Cançons
- (156,3)[4] Cantar vuoill amorosamen
- (156,5) Ieu no mudaria
- (156,8) Ma bella dompna, per vos dei esser gais

### Cobles
- (156,1) Aissi com la clara 'stela (cobla en resposta al comte de Biandrate; 181,1 Pois vezem qu'el tond e pela)
- (156,4) En chantan voill qe⋅m digatz (intercanvi de cobles amb Blacatz)
- (156,9) Nicolet, gran malenansa (intercanvi de cobles amb Nicoletto da Torino)

### Sirventès-cançó
- (156,2) Aucel no truob chantan
- (156,14) Una chanso sirventes

### Sirventès
- (156,6) Far vuoill un nou sirventes
- (156,11) Quan cuit chantar, eu plaing e plor

### Cançó religiosa
- (156,10) Quan ben mi soi perpensatz
- (156,12a) Senher Dieu, que fezist Adam

### Cançó de croada
- (156,12) Quan lo dous temps ven e vay la freydors

### Alba religiosa
- (156,15) Vers Dieus, el vostre nom e de sancta Maria

### Edicions
- R. Arveiller / Gérard Gouiran, L'œuvre de Falquet de Romans, Aix-en-Provence, 1987
- R. Zenker, Die Gedichte des Folquet von Romans, Halle, 1896

### Repertoris
- Guido Favati (editor), Le biografie trovadoriche, testi provenzali dei secc. XIII e XIV, Bologna, Palmaverde, 1961, pàg. 329
- Alfred Pillet / Henry Carstens, Bibliographie der Troubadours von Dr. Alfred Pillet […] ergänzt, weitergeführt und herausgegeben von Dr. Henry Carstens. Halle : Niemeyer, 1933 [Falquet de Romans és el número PC 156]
- Martí de Riquer, Vidas y retratos de trovadores. Textos y miniaturas del siglo XIII, Barcelona, Círculo de Lectores, 1995 p. 270-271 [Reproducció de la vida, amb traducció a l'espanyol, i miniatura del cançoner I]